# 陳表
陳表（204年—237年），字文奧，三國時期東吳將領。

## 生平
陳武庶子。年少而聞名，與諸葛恪、顧譚、張休等一起侍於東宮，結成朋友。後拜為翼正都尉。因其父是死於戰場，便求出戰為將，領兵五百人。陳表希望眾士兵賣力，盡心盡意對待他們，眾人都愛戴他，樂意為其效命。當時有人偷盜官物，懷疑是豪強施明等人所盜，但施明為人強悍，視死如歸，廷尉都不敢捉他。
孫權知道陳表能得人心，便下詔要施明到陳表處，想用陳表打動施明。陳表特意沐浴更衣，設宴酒食，施明感動自首，並供出其他參加偷盜官物的人。孫權稱讚陳表，並特赦施明，誅殺其他人，升陳表為無難右部督，封都亭侯，繼承舊爵。陳表推辭，請求將爵位讓給其兄陳脩之子陳延，但孫權不許。
234年，諸葛恪領丹楊太守，討平山越，升陳表為新安都尉，為諸葛恪參謀。當時陳表受賜食邑二百家在會稽新安縣，陳表觀當地人個個擅戰，便上疏要求編入精銳軍中。但孫權下詔:「先將軍有功於國，國家以此報之，卿何得辭焉？」陳表卻說:「今除國賊，報父之仇，以人為本。空枉此勁銳以為僮僕，非表志也。」孫權聽後極之嘉許。後陳表在任的三年時間，募得萬餘兵。正值吳遽等在會稽作亂，攻城掠地，眾縣人心惶惶，陳表便越界討伐，打敗吳遽，吳遽投降。陸遜拜他為偏將軍，封都鄉侯，屯兵於章阬。
赤烏年間，與吳郡都尉顧承率領部隊在毗陵耕作，男女人數各有數萬。死時三十四歲，因家財盡用於養士卒，所以死後家境窮困，孫登便給以其妻屋宅。

## 特徵
陳表為人盡義。早年，尚書暨豔與陳表有交情，但後來暨豔受罪，當時眾人都不為他求情，惟獨陳表不是，士人都以讚揚他。
對待家人也很好。如其兄陳脩死後，陳表之母不肯接受陳脩之母，陳表對她說:「兄不幸早亡，表統家事，當奉嫡母。母若能為表屈情，承順嫡母者，是至願也；若母不能，直當出別居耳。」於是陳表之母才接受陳脩之母。

## 家庭

### 父親
- 陳武，三國時期東吳將領。

### 兄弟
- 陳脩，陳表之兄。有陳武之風，拜為校尉，封為都亭侯。

### 子
- 陳敖，為別部司馬。

## 評價
三國志評曰：「陳表將家支庶，而與冑子名人比翼齊衡，拔萃出類，不亦美乎！」

## 延伸阅读
[在维基数据编辑]
 《三國志·卷55》，出自陳壽《三國志》